# Alfred von Schlieffen
Alfred Graf von Schlieffen (Berlino, 28 febbraio 1833 – Berlino, 4 gennaio 1913) è stato un generale tedesco.
Feldmaresciallo e stratega, servì come capo di stato maggiore dell'esercito imperiale dal 1891 al 1905. È famoso per aver ideato l'omonimo piano militare concepito per sconfiggere la Francia e la Russia.

## Biografia
Schlieffen nacque a Berlino, figlio di un ufficiale prussiano. Entrò nell'esercito nel 1854, all'età di vent'anni. Presto destinato allo Stato maggiore, partecipò alla guerra austro-prussiana del 1866, dove ricevette la nomina a capitano, e alla guerra franco-prussiana del 1870-71, come maggiore nello staff del granduca del Meclemburgo. Dal 1876 al 1884 fu comandante del reggimento Ulani della Guardia e membro dello Stato Maggiore. Nel 1884 divenne capo della sezione storica dello Stato Maggiore; nel 1888 divenne intendente generale e delegato del capo settore truppe, generale Alfred von Waldersee; nel 1891 succedette a quest'ultimo come capo di Stato Maggiore. Nel 1903 fu nominato colonnello generale.
Nel 1905 presentò il piano che da lui prese il nome. Tale piano strategico si preoccupava di evitare alla Germania di combattere una guerra su due fronti, sconfiggendo prima la Francia con una campagna fulminea, per poi rivolgersi con tutte le forze contro la Russia. Il resto della carriera lo impiegò inculcando nell'esercito le idee operative necessarie al funzionamento del suo lavoro strategico.
Il piano venne applicato nella prima guerra mondiale e, secondo il parere di molti studiosi, esso sarebbe riuscito, se non fosse stato per le modifiche, in particolare l'indebolimento dell'ala destra dello schieramento tedesco, apportate dal successore di Schlieffen, il feldmaresciallo Helmuth Johann Ludwig von Moltke. In particolare, l'eliminazione dal fronte d'attacco dei Paesi Bassi (il che non evitò alla Germania il biasimo internazionale) mise a disposizione della 1ª e 2ª Armata tedesca solo la ferrovia belga delle Ardenne; a ciò si aggiunse l'invio di rinforzi all'offensiva in Alsazia del Principe della Corona: così facendo la potenza tedesca si disperse su un fronte troppo vasto, non risultando in nessun punto preponderante.
Le conseguenze del suo piano, comunque, furono drammatiche. Un presupposto per la riuscita era la violazione della neutralità del Belgio, garantita sino ad allora dalle grandi potenze europee. Quando ciò avvenne, condusse all'entrata in guerra della Gran Bretagna e allo scatenarsi di una guerra di dimensioni europee.
Schlieffen si ritirò nel 1906 e morì a Berlino nel 1913 e si narra che le sue ultime parole siano state: «Rinforzate l'ala destra».

## Influenza
Sebbene alcuni lo abbiano criticato per il suo «approccio scolastico, di mente ristretta», Schlieffen fu forse il più noto stratega del suo tempo. Le sue teorie operative erano destinate ad avere un profondo impatto sullo sviluppo della guerra di movimento nel ventesimo secolo, soprattutto per il suo lavoro di trattatista. Le sue teorie furono studiate a fondo, specie nelle accademie militari di Stati Uniti ed Europa, dopo la prima guerra mondiale.
Il generale Erich Ludendorff, un discepolo di Schlieffen e che ne applicò gli insegnamenti riguardo l'accerchiamento nella battaglia di Tannenberg, una volta lo definì «uno dei più grandi soldati della Storia». Molto tempo dopo la sua morte, nel periodo fra le due guerre mondiali, gli ufficiali dello Stato Maggiore tedesco, ed in particolare il generale Hans von Seeckt, riconobbero un debito intellettuale nei confronti delle sue teorie per lo sviluppo della dottrina del Blitzkrieg.

## Ascendenza
|                                     |                            |                                                    | Genitori                                         |  |  | Nonni |  |  | Bisnonni                  |  |  | Trisnonni                 |  |
|                                     |                            |                                                    |                                                  |  |  |       |  |  | Johann Leo von Schlieffen |  |  | Georg Heinrich Schlieffen |  |
|                                     |                            |                                                    |                                                  |  |  |       |  |  | Johann Leo von Schlieffen |  |  | Georg Heinrich Schlieffen |  |
|                                     |                            | Anna von Braunschweig                              |                                                  |  |  |       |  |  | Johann Leo von Schlieffen |  |  |                           |  |
| conte Carl Friedrich von Schlieffen |                            |                                                    |                                                  |  |  |       |  |  | Johann Leo von Schlieffen |  |  |                           |  |
|                                     |                            | Dorothea Elisabeth Tuchsen                         | Johan Ludvig Tuchsen                             |  |  |       |  |  |                           |  |  |                           |  |
|                                     |                            | Dorothea Elisabeth Tuchsen                         | Johan Ludvig Tuchsen                             |  |  |       |  |  |                           |  |  |                           |  |
|                                     |                            | Dorothea Elisabeth Tuchsen                         | Dorothea Elisabeth Mauersberger                  |  |  |       |  |  |                           |  |  |                           |  |
| conte Magnus von Schlieffen         |                            | Dorothea Elisabeth Tuchsen                         |                                                  |  |  |       |  |  |                           |  |  |                           |  |
|                                     |                            | …                                                  | …                                                |  |  |       |  |  |                           |  |  |                           |  |
|                                     |                            | …                                                  | …                                                |  |  |       |  |  |                           |  |  |                           |  |
|                                     |                            | …                                                  | …                                                |  |  |       |  |  |                           |  |  |                           |  |
| Philippine von Natzmer              |                            | …                                                  |                                                  |  |  |       |  |  |                           |  |  |                           |  |
|                                     |                            | …                                                  | …                                                |  |  |       |  |  |                           |  |  |                           |  |
|                                     |                            | …                                                  | …                                                |  |  |       |  |  |                           |  |  |                           |  |
|                                     |                            | …                                                  | …                                                |  |  |       |  |  |                           |  |  |                           |  |
| conte Alfred von Schlieffen         |                            | …                                                  |                                                  |  |  |       |  |  |                           |  |  |                           |  |
|                                     | Karl Haubold von Schönberg | Kaspar Rudolf von Schönberg                        |                                                  |  |  |       |  |  |                           |  |  |                           |  |
|                                     | Karl Haubold von Schönberg | Kaspar Rudolf von Schönberg                        |                                                  |  |  |       |  |  |                           |  |  |                           |  |
|                                     | Karl Haubold von Schönberg | Johanna Dorothea von Watzdorf                      |                                                  |  |  |       |  |  |                           |  |  |                           |  |
| Moritz Haubold von Schönberg        | Karl Haubold von Schönberg |                                                    |                                                  |  |  |       |  |  |                           |  |  |                           |  |
|                                     |                            | Johanne Wilhelmine von Schönfeld                   | …                                                |  |  |       |  |  |                           |  |  |                           |  |
|                                     |                            | Johanne Wilhelmine von Schönfeld                   | …                                                |  |  |       |  |  |                           |  |  |                           |  |
|                                     |                            | Johanne Wilhelmine von Schönfeld                   | …                                                |  |  |       |  |  |                           |  |  |                           |  |
| Auguste von Schönberg               |                            | Johanne Wilhelmine von Schönfeld                   |                                                  |  |  |       |  |  |                           |  |  |                           |  |
|                                     |                            | Christian Friedrich, conte di Stolberg-Wernigerode | Heinrich Ernst II, conte di Stolberg-Wernigerode |  |  |       |  |  |                           |  |  |                           |  |
|                                     |                            | Christian Friedrich, conte di Stolberg-Wernigerode | Heinrich Ernst II, conte di Stolberg-Wernigerode |  |  |       |  |  |                           |  |  |                           |  |
|                                     |                            | Christian Friedrich, conte di Stolberg-Wernigerode | Christiane Anna von Anhalt-Köthen                |  |  |       |  |  |                           |  |  |                           |  |
| Luise zu Stolberg-Wernigerode       |                            | Christian Friedrich, conte di Stolberg-Wernigerode |                                                  |  |  |       |  |  |                           |  |  |                           |  |
|                                     |                            | Auguste Eleonore zu Stolberg-Stolberg              | Christoph Ludwig II, conte di Stolberg-Stolberg  |  |  |       |  |  |                           |  |  |                           |  |
|                                     |                            | Auguste Eleonore zu Stolberg-Stolberg              | Christoph Ludwig II, conte di Stolberg-Stolberg  |  |  |       |  |  |                           |  |  |                           |  |
|                                     |                            | Auguste Eleonore zu Stolberg-Stolberg              | Luise Charlotte zu Stolberg-Roßla                |  |  |       |  |  |                           |  |  |                           |  |
|                                     |                            | Auguste Eleonore zu Stolberg-Stolberg              |                                                  |  |  |       |  |  |                           |  |  |                           |  |